# Palacio del Virrey de Manila
El Palacio del Virrey de Manila es una residencia que se hizo construir Fernando de Valdés y Tamón en la localidad de Molina de Aragón, a su regreso a España, tras haber sido gobernador de las Islas Filipinas durante diez años.